# Phyllachora canafistulae
Phyllachora canafistulae är en svampart som beskrevs av F. Stevens & Dalbey 1919. Phyllachora canafistulae ingår i släktet Phyllachora och familjen Phyllachoraceae.   Inga underarter finns listade i Catalogue of Life.